# Joseph Shabalala
Joseph Shabalala, né le 28 août 1940 à Ladysmith et mort le 11 février 2020 à Pretoria, né Bhekizizwe Joseph Siphatimandla Mxoveni Mshengu Bigboy Shabalala, est un chanteur et musicien sud-africain, fondateur et directeur musical du groupe choral Ladysmith Black Mambazo.

## Biographie

### Jeunesse et débuts de carrière
Joseph Shabalala est né le 28 août 1940 à Ladysmith (district d'eMnambithi), dans la région du KwaZulu-Natal, en Afrique du Sud. Il grandit dans une famille de sept enfants, élevés par leurs parents Jonathan Mluwane Shabalala et Nomandla Elina Shabalala sur une ferme appartenant à un Blanc, appelée Tugela. Après la mort de son père à la fin des années 1940, Joseph, en tant qu'aîné, doit subvenir aux besoins de sa famille. En 1958, il quitte la ferme pour chercher du travail à Durban. C'est à cette époque qu'il est repéré par un groupe, le Durban Choir, impressionné par sa voix de soprano et son talent à la guitare. Il tente d'y introduire ses propres compositions, notamment Nomathemba, mais face au refus des autres membres, il quitte le groupe après deux ans.
En 1958, il découvre un groupe d'isicathamiya, The Highlanders, dirigé par son idole Galiyane Hlatshwayo, qui l'encourage à exploiter pleinement sa voix. Inspiré, il fonde en 1959 son propre groupe, Ezimnyama (Les Noirs). Un tournant décisif survient en décembre 1960, lorsqu'il rêve à plusieurs reprises d'une nouvelle sonorité. Fort de ce succès dans les compétitions hebdomadaires d'isicathamiya, il renomme son groupe Ladysmith Black Mambazo – Mambazo signifiant hache, pour symboliser leur domination musicale sur les autres chorales.

### Ascension et reconnaissance internationale
Grâce à la diffusion de leur musique sur la station Radio Zulu de la SABC, Shabalala attire l'attention du producteur West Nkosi de Gallo Music, qui leur offre un contrat en 1972. Leur premier album, Imbongi, se vend à plus de 40 000 exemplaires, marquant le début d’une longue série de succès.
En 1976, Shabalala se convertit au christianisme, ce qui influence fortement le répertoire du groupe, en intégrant des chants religieux issus du méthodisme et du mouvement sioniste sud-africain.
Le moment décisif de leur carrière arrive en 1986, lorsque Paul Simon se rend en Afrique du Sud pour collaborer avec des artistes locaux sur son album Graceland. Shabalala et son groupe participent à l’album et co-composent le titre Homeless. Ce partenariat propulse Ladysmith Black Mambazo sur la scène mondiale. L'album remporte un immense succès, et en 1987, le groupe reçoit son premier Grammy Award pour Shaka Zulu.
À la suite de cette reconnaissance internationale, Shabalala commence à composer davantage de chansons en anglais, ouvrant leur répertoire à un public plus large.

### Drames familiaux et engagement musical
Malgré le succès, la vie de Shabalala est marquée par de nombreuses tragédies. En décembre 1991, son frère et membre du groupe, Headman Shabalala, est tué par un garde de sécurité blanc à Ladysmith, un acte perçu comme un meurtre raciste.
En mai 2002, sa femme depuis 30 ans, Nellie Shabalala, est assassinée devant leur domicile à Clermont[Lequel ?]. Joseph, en tentant de la protéger, est blessé à la main. Mboneni Mdunge est reconnu coupable du meurtre et condamné à la prison à vie. Lors du même procès, le fils de Joseph, Nkosinathi Vivian Shabalala, est accusé d'avoir commandité l'assassinat, mais il est acquitté.
En 2004, son frère Ben Shabalala est abattu par un inconnu alors qu'il conduisait ses enfants à l’école. Deux ans plus tard, en 2006, son dernier frère membre du groupe, Jockey Shabalala, meurt de causes naturelles.
Malgré ces épreuves, Joseph Shabalala poursuit sa mission musicale et fonde la Ladysmith Black Mambazo Foundation, une académie visant à promouvoir et enseigner l'isicathamiya aux jeunes Sud-Africains.

### Retraite et décès
En janvier 2008, Joseph Shabalala annonce que son plus jeune fils, Thamsanqa Shabalala, prendra la direction du groupe à sa retraite. Cette transition s'amorce dès 2014, lorsqu'il cesse les tournées internationales, bien qu'il continue d'apparaître lors d'occasions spéciales.
Joseph Shabalala meurt le 11 février 2020, à Pretoria, à l'âge de 79 ans. Son héritage musical perdure à travers Ladysmith Black Mambazo, qui continue de faire rayonner l'isicathamiya à travers le monde.